# Ogród króla świtu
Ogród Króla Świtu – album Marka Bilińskiego wydany w 1983 roku nakładem wytwórni muzycznej Wifon.

## Lista utworów
Strona 1
1. „Ogród w przestworzach” (M. Biliński) – 4:47
2. „Wśród Kwiatów Zapomnienia” (M. Biliński) – 4:43
3. „Błękitne Nimfy” (M. Biliński) – 6:01
4. „Śpiew Rajskich Ptaków” (M. Biliński) – 2:12

Strona 2
1. „Fontanna Radości” (M. Biliński) – 6:36
2. „Taniec w Zaczarowanym Gaju” (M. Biliński) – 3:10
3. „Król Świtu” (M. Biliński) – 8:24

## Twórcy
- Marek Biliński – Polymoog, Minimoog, Micromoog, Korg Rhythm 55, Vocoder Sennheiser.